# Diamond (Couva-Tabaquite-Talparo)
Diamond es una localidad de Trinidad y Tobago, que forma parte de la región de Couva-Tabaquite-Talparo.

## Geografía
La localidad abarca parte de la isla Trinidad y limita al norte con Phoenix Park, al sur con Sum Sum Hill y Cedar Hill, al este con Mount Pleasant y al oeste con Claxton Bay.

## Demografía
Datos demográficos de la localidad de Diamond:
| Gráfica de evolución demográfica de Diamond entre 2000 y 2011 |
|                                                               |